# 크라우양털박쥐
크라우양털박쥐(Kerivoula krauensis)는 애기박쥐과에 속하는 박쥐의 일종이다. 말레이시아의 토착종이다.

## 특징
작은 박쥐로 머리부터 몸까지 길이는 38~39mm이고, 전완장은 29~33mm, 꼬리 길이는 35~37mm이다. 귀 길이는 11~12mm, 몸무게는 최대 3.5g이다. 털은 길고 덥수룩하다. 등 쪽은 진한 갈색부터 털 끝이 황금색인 거무스레한 색까지 다양한 반면에 배 쪽은 진한 갈색이고 털 끝은 갈색빛 흰색 또는 흰색이다.

## 생태
먹이는 곤충이다. 2월과 6월 사이에 임신했거나 젖을 먹이는 암컷이 발견되지만, 번식이 우기철과 관련이 있다는 사실 외에는 알려져 있지 않다.

## 분포 및 서식지
말레이 반도의 태국 남단과 말레이시아 파항주의 크라우 야생 보호 지구에서 알려져 있다. 인도네시아 수마트라섬 남단 람풍 주에서도 발견된다. 해발 최대 330m의 저지대 딥테로카르푸스과 식물의 성숙림 속에서 서식한다.